# Danmarks Grand Prix
Danmarks Grand Prix (officielt: FIM Dansk Metal Speedway Grand Prix) er den danske afdeling af den årlige turnering om det individuelle verdensmesterskab i speedway. Danmarks Grand Prix har siden 2003 været afholdt i Parken i København.
Siden 1995 har verdensmesterskabet i speedway været afgjort gennem en Grand Prix-serie, ligesom i f.eks. Formel 1. Fra 1995 til 2002 blev det danske Grand Prix kørt i Vojens, hvorpå det flyttede til Parken. Det danske Grand Prix bliver lige som de øvrige løb i VM-serien tv-transmitteret til over 120 lande.

## Vindere af Danmarks Grand Prix

### Vojens Speedwaycenter
- 1995: Hans Nielsen, Danmark
- 1996: Billy Hamill, USA
- 1997: Mark Loram, England
- 1998: Hans Nielsen, Danmark
- 1999: Tony Rickardsson, Sverige
- 2000: Greg Hancock, USA
- 2001: Tony Rickardsson, Sverige
- 2002: Tony Rickardsson, Sverige

### Parken, København
- 2003: Jason Crump, Australien
- 2004: Jason Crump, Australien
- 2005: Tony Rickardsson, Sverige
- 2006: Hans N. Andersen, Danmark
- 2007: Andreas Jonsson, Sverige
- 2008: Tomasz Gollob, Polen
- 2009: Jason Crump, Australien
- 2010: Jarek Hampel, Polen
- 2011: Tomasz Gollob, Polen
- 2012: Jason Crump, Australien
- 2013: Darcy Ward, Australien